# جائزة فرنسا الكبرى 1963
جائزة فرنسا الكبرى 1963 هو سباق فورمولا 1 أقيم بتاريخ 30 يونيو 1963 في رانس. كان الرابع من أصل 10 في بطولة العالم لسباقات الفورمولا واحد موسم 1963. حلّ البريطاني جيم كلارك أولا.